# Josef Kramer
Josef Kramer (n. 10 noiembrie 1906 - d. 13 decembrie 1945) a fost un polițist nazist, care a deținut funcția de comandant al Lagărului de concentrare Bergen-Belsen.
Datorită brutalității pe care a manifestat-o față de prizonieri, a fost supranumit Bestia din Belsen.
După căderea Germaniei naziste, a fost arestat de trupele britanice.
Considerat vinovat de moartea a mii de oameni, a fost condamnat la moarte și spânzurat.

## Biografie
În tinerețe a fost un simplu contabil, dar în 1931 se înscrie în Partidul Nazist, iar în anul următor este înrolat în trupele SS.
Manifestând o deosebită loialitate și devotament, este trimis în 1934 să ocupe un post de gardian la Lagărul de concentrare Dachau.
Remarcându-se prin intransigență, este promovat și transferat la diverse alte lagăre ca cel de la Sachsenhausen și apoi cel de la Mauthausen.
În 1940 este detașat pe lângă Rudolf Höss, care pe atunci era comandantul Lagărului de concentrare Auschwitz.
Dând dovadă de o disciplină de fier și un temperament sadic, din nou este promovat și ajunge la conducerea lagărului de la Natzweiler, singurul lagăr nazist de pe teritoriul Franței, funcție pe care o deține în perioada mai 1941 - august 1943.
În decembrie 1944 este promovat la gradul de Hauptsturmführer și numit comandant al Lagărului de concentrare Bergen-Belsen, unde s-a remarcat prin tratamentul inuman acordat deținuților.
Pe 17 septembrie 1945 a fost judecat de un tribunal britanic, alături de alți 44 de inculpați, și a primit sentința capitală.